# The Walking Dead (computerspel)
The Walking Dead is een episodisch computerspel, ontwikkeld door Telltale Games. Het spel is gebaseerd op de gelijknamige stripboeken van Robert Kirkman waarin een groep mensen hun levensstijl dient aan te passen om aan zombies te ontsnappen. Het verhaal van het computerspel begint als prequel op de strips en volgt een andere verhaallijn. Wel duiken er personages op uit de stripreeks zoals Glenn, Ben en Hershel Greene, alsook locaties zoals de boerderij van Hershel.
Op 18 december 2013 kwam er een vervolg, genaamd The Walking Dead: Season Two.

## Gameplay
Het spel is een mix van een avonturenspel, een RPG-spel en horror. De speler dient in het spel een inventaris van voorwerpen aan te maken. Deze voorwerpen kan hij later gebruiken. Sommige puzzels en zombie-aanvallen dienen in een beperkte tijd opgelost te worden, anders sterft Lee of vallen er bijkomende doden. Ook tijdens conversaties heeft de speler meerdere mogelijkheden die elk het verloop van het verhaal kunnen veranderen. De speler heeft ook de mogelijkheid om niet te antwoorden of te liegen. Verder hebben de meeste personages een bepaalde intelligentie en onthouden zij welk antwoord de speler heeft gegeven. Hun gemoedstoestand kan afhangen van de antwoorden die de speler geeft tijdens conversaties of acties tijdens het spel. Ten slotte kan de speler in sommige situaties nog kiezen of hij iemand redt of niet. Afhankelijk van zijn actie, verandert het spelverloop. Bepaalde acties kunnen ervoor zorgen dat er meer/minder zombies komen of dat deze al dan niet aanvallen. Hierdoor kan The Walking Dead ook als een Stealth game worden aanzien.

### Opslaan
Omdat er verschillende verhaallijnen mogelijk zijn, heeft Telltale Games een aangepaste methode ontwikkeld voor het opslaan van de spelvoortgang. Zo kan de speler op elk moment een kopie maken, om bij het opnieuw spelen vanaf dat opslagmoment andere keuzes te maken en te kijken hoe dat het verhaal beïnvloedt. Ook kunnen opgeslagen spellen teruggespoeld worden om vanuit een eerder punt terug verder te spelen.

## Episodes
Oorspronkelijk zou het spel verschijnen in de tweede helft van 2011, maar de release werd uitgesteld tot april 2012. Het spel is beschikbaar voor Mac OS X, Microsoft Windows, PlayStation 3 en Xbox 360 en iOS.
Omdat de plot afwijkt naargelang hoe men het spel speelt, bevat de synopsis enkel die zaken die voor elke speler hetzelfde zijn.

### Episode 1: A New Day - 24 april 2012
Geschiedenisleraar Lee Everet werd schuldig bevonden van moord op een senator nadat hij zijn vrouw op overspel betrapte. Lee wordt in een politiewagen overgebracht naar de gevangenis. Onderweg rijdt de wagen iemand aan, waardoor de auto van de weg slingert en enkele meters lager neerstort in een bos vol zombies.
De inwoners van een nabijgelegen woonwijk zijn ofwel gevlucht, gedood of gemuteerd in een zombie. Bij een van de huizen stuit Lee op een jong meisje, Clementine. Haar ouders vertrokken naar Savannah nog voor de epidemie uitbrak. Clementines oppas is ondertussen ook gemuteerd. Lee vermoedt dat de ouders van Clementine zijn gestorven en neemt haar mee. Ze ontmoeten Shawn Greene die hen meeneemt naar de boerderij van zijn vader, Hershel Greene. Daar ontmoeten ze Kenny, Katjaa en hun zoon Duck. Wanneer de walkers Shawn bijten, krijgt Hershel het idee dat Lee hem had kunnen redden. Hij is woedend en stuurt Lee, Clementine, Kenny, Katjaa en Duck van zijn boerderij weg.
De groep vertrekt naar Macon in Georgia (woonplaats waar Lee en zijn familie woont) waar ze zich aansluiten bij een andere groep overlevenden, geleid door Larry en Lilly, vader en dochter. Zij schuilen in de apotheek die voorheen werd uitgebaat door Lees ouders. De rest van de groep bestaat uit een pizzabezorger genaamd Glenn, een journalist genaamd Carley en een technicus genaamd Doug. Larry stelt zich vijandig op omdat hij denkt dat Duck gebeten is. Hij windt zich hierin zo hard op dat hij een hartaanval krijgt. Lee probeert medicijnen te halen, maar die zitten in een afgesloten ruimte. Glenn gaat op zoek naar benzine, maar komt vast te zitten. Via de walkietalkie roept hij hulp in van Carley en Lee. Eenmaal terug blijkt dat Lees gemuteerde broer, die bij de apotheek werkte, de sleutels van de medicijnruimte heeft. Hierdoor is hij verplicht zijn broer te doden. Eenmaal in de medicijnenkamer gaat het alarm af wat de zombies aantrekt. Zij geraken tot in de apotheek. Lee dient dan te beslissen of hij Carley of Doug redt van de aanval. Larry, ondertussen aan de beterhand, slaat Lee knock-out in de hoop dat hij niet kan ontsnappen. Hij wordt gered door Kenny. 
De groep verbergt zich in een motel waar zij via de radio vernemen dat Atlanta overspoeld is door de zombies. Glenn besluit om zijn familie en vrienden op te zoeken en verlaat de groep. Clementine ontdekt dat de walkietalkie defect is. Larry zegt tegen Lee dat hij weet over de moord op de senator en dat hij de groep zal inlichten als Lilly of Clementine iets overkomt. Het spel eindigt wanneer de elektriciteit uitvalt.

### Episode 2: Starved for Help - 29 juni 2012
Het spel gaat drie maanden verder in tijd en de groep heeft zich opgehouden in een verlaten motel. De voedselvoorraden zijn op en Lily en Kenny twisten over het leiderschap. Ondertussen is Mark ook een lid van de groep. Hij is met Lee op jacht in het bos en ze ontmoeten de studenten Travis en Ben met hun leraar David. David zit vast in een berenklem. Lee dient te beslissen of hij David redt van een aankomende groep walkers. Als David wordt gered, zal Travis sterven of omgekeerd. Lee neemt Ben en Travis/David mee naar het motel waar Travis/David verandert in een walker. Ben onthult dat iedereen die sterft sowieso een zombie wordt.
De groep ontmoet de broers Andrew en Danny. Als Andrew en Danny van de groep benzine krijgen, zullen zij voor eten zorgen. Hun boerderij is omgeven door een elektrische omheining die wordt aangestuurd door stroomgenerators op benzine. De groep gaat eerst naar de boerderij om na te gaan of het verhaal wel juist is. Wanneer dit zo blijkt, gaat Ben terug op zoek naar benzine. Lee en Mark besluiten om de omheining te controleren of deze wel degelijk veilig is. Ze worden aangevallen door bandieten en Mark krijgt een pijl in zijn schouder. Terwijl Brenda hem behandelt, gaan Lee en Danny op zoek naar de bandieten. Ze ontmoeten een verwarde vrouw, Jolene, die hen met een kruisboog onder schot houdt omdat haar dochter werd ontvoerd. Jolene wordt gedood door Lee of Danny. Lee neemt Jolene haar camcorder mee.
Tijdens het eten gaat Lee op zoek naar Mark. Hij vindt hem op de bovenverdieping zonder benen. Blijkbaar heeft Brenda zijn benen gebruikt als avondeten. Lee licht de anderen in, maar wordt door de broers bewusteloos geslagen. Hij ontwaakt in de stal waar hij zit opgesloten met Kenny, Clementine, Lilly en Larry. Larry krijgt nogmaals een hartaanval en sterft uiteindelijk. De groep ontsnapt uit de stal. Zij dienen zowel Andrew als Danny te overmeesteren en al dan niet te doden. Lee bevrijdt Katjaa die door Brenda wordt gegijzeld. Mark is ondertussen een walker geworden en bijt Brenda. Ook Duck wordt gered dankzij Ben die ondertussen terug is.
De groep verlaat de boerderij en beslist om terug naar het motel te gaan. Onderweg komen ze een verlaten wagen tegen die vol met voorraden zit. Hier vindt men batterijen die men in de camcorder plaatst. Hieruit blijkt dat Jolene het motel al enige tijd observeerde en van mening is dat de groep weldra voor haar een bedreiging zal vormen als ze de boerderij van Danny en Andrew vinden.

### Episode 3: Long Road Ahead - 27 augustus 2012
De groep is terug bij het motel in Macon. Lee en Kenny zijn in de stad op zoek naar voorraden. Plots wordt een vrouw aangevallen door de zombies. Lee dient te beslissen of hij de vrouw doodschiet of voor de zombies laat als voedsel. Indien wel, dan zal hij de aandacht van de zombies trekken. Nadat ze de nodige voorraden hebben en ze ontsnappen aan de zombies keert het duo terug naar het motel. Daar vertelt Lilly dat iemand in de groep vermoedelijk voorraden steelt. Lee gaat op onderzoek en vindt inderdaad buiten de omheining een zak met items uit hun voorraden.
Plots wordt het motel aangevallen door bandieten. Al snel blijkt dat iemand hen voorraden had beloofd, maar dat deze niet op de afgesproken plaats liggen. Er ontstaat een gevecht tussen de groep en de bandieten. De geweerschoten lokt een horde zombies die ook het motel aanvallen. De groep kan met een kampeerauto ontsnappen. Onderweg tracht Lee uit te zoeken wie de mol is. Lilly's acties bij het uitzoeken van de dader gaan ver wanneer ze Doug of Carley (afhankelijk van wie Lee in de eerste episode redde) doodschiet. De groep dient dan te beslissen of ze Lilly achterlaten of meenemen. (Indien men Lilly meeneemt, zal ze de kampeerwagen niet veel later stelen. In het andere geval krijgt het voertuig pech.)
De groep komt aan een spoorweg met een verlaten trein. Kenny probeert uit te zoeken hoe hij de trein moet besturen, terwijl Lee uitzoekt hoe de motor gestart moet worden. Lee gaat op onderzoek en vindt Chuck, een zwerver, die zich bij de groep voegt. Lee vindt een manier om de trein te starten. Dan komt hij tot de conclusie dat Duck tijdens een eerder gevecht met de zombies werd gebeten en dus ook zal veranderen. Uiteindelijk kan hij Kenny overtuigen om de trein te doen stoppen. De speler dient te beslissen of Duck wordt gedood door Lee of Kenny. Kan de speler geen beslissing maken, dan zal Duck muteren in een zombie. Duck wordt sowieso gedood. Katjaa kan dit voorval niet aan en pleegt zelfmoord.
De trein dient te stoppen bij een brug waar een truck gedeeltelijk over de reling hangt over de rails. Daar ontmoeten ze Christa en Omid. De oplegger van de truck dient met een brander verwijderd te worden. Lee en Clementine gaan op zoek in het stationsgebouw waar ze worden aangevallen door zombies. Na de zombies uit te schakelen, kunnen ze starten met de rails vrij te maken. Dit dient snel te gebeuren, want er is een grote groep zombies op komst.
De groep gaat verder met hun treinreis richting Atlanta. Plots blijkt de walkietalkie van Clementine te werken. Het is een mannelijke stem die Clementine waarschuwt voor Lee en dat hij weet waar Clementines ouders zijn.

### Episode 4: Around Every Corner - 9 oktober 2012
Eenmaal in Savannah stuit de groep (bestaande uit Lee, Clementine, Christa, Omid, Ben, Chuck en Kenny) op een grote groep zombies, aangetrokken door het geluid van een bel in een kerktoren. Lee ziet nog net een gedaante uit de toren springen en ze vermoeden dat het de persoon is die via de walkietalkie contact opnam. Totdat ze een vrouwelijke oproep krijgen via de walkietalkie dat ze moeten schuilen. Ben en Clementine raken snel in een zombieval terecht. Chuck redt Clementine van haar benarde situatie en zegt dat ze hem achter moeten laten. 
Het groepje komt bij een groot huis terecht waar ze gaan schuilen. Na onderzoek van het huis gaan Kenny en Lee op zoek naar een boot in de haven van Savannah. Ze stuiten daar op een meisje genaamd Molly. Molly vertelt Kenny en Lee dat zij niet diegene is op de walkietalkie en dat er helaas geen boten meer zijn in Savannah. Verder vertelt ze wat er in Savannah is gebeurd en de gemeenschap Crawford, waar alleen mensen mogen blijven als ze iets bij kunnen dragen aan het geheel van de groep. Zieken, ouderen en kinderen worden verbannen of vermoord 
Lee wordt raakt gescheiden van de rest na een zombieaanval en komt in het riool terecht. In het riool komt hij een paar zombies tegen, en nadat hij ze heeft weten weg te lokken, vindt hij het half opgegeten lijk van Chuck. Als hij verder loopt stuit hij op oude en zieke bewoners van de stad die al tijden in het riool leefden om van de dood te ontkomen. De leider Vernon gaat mee naar het groepje van Lee, waar Clementine een boot ontdekt in het schuurtje. De boot mist alleen benzine en een accu. Deze kunnen ze vinden in Crawford. Met een klein groepje gaan ze naar Crawford om alle spullen te halen. Zodra ze alles hebben, worden ze aangevallen door walkers. Hier heeft de speler de keuze om Ben te redden, of om hem achter te laten, waarna de walkers hem verslinden.
Vernon vertrekt weer naar zijn eigen groep nadat ze terug zijn gekomen. De volgende morgen wordt Lee wakker in afwezigheid van Clementine. Lee gaat op zoek en vindt haar pet op het binnenplaatsje en haar walkietalkie buiten het hek. Lee gaat op onderzoek uit en wordt gegrepen door een zombie. Lee is gebeten. Lee en een selectief groepje gaan op zoek naar Clementine via het riool. Ze gaan ervan uit dat Vernon haar heeft meegenomen. Maar tevergeefs is het gebied leeg, dan krijgt Lee plotseling weer een bericht via de walkietalkie. Het is dezelfde mannelijke stem via de walkietalkie (eind vorige Episode 3: Long Road Ahead) die zegt dat hij Clementine heeft.

### Episode 5: No Time Left - 21 november 2012
Lee wordt geconfronteerd met de man op de walkietalkie die hem uitdaagt om Clementine te zoeken. Clementine kan nog net vertellen via de walkietalkie waar ze vast wordt gehouden. Lee heeft de keuze om zijn arm te (laten) amputeren of niet. Lee gaat weer terug naar het huis en ziet dat de boot gestolen is door Vernons groepje. 
De groep beslist om Clementine terug te halen in plaats van achter de boot aan te gaan. Indien Ben in episode 4 gered werd door Lee, sterft hij hier wanneer hij in een menigte walkers valt. Kenny offert zichzelf op in een poging hem te redden. Indien Ben in episode 4 stierf, offert hij zich op om Christa te redden nadat zij vast komt te zitten. Lee raakt geïsoleerd en geeft aan dat de overlevenden op hem en Clementine moeten wachten. 
Lee komt in het hotel terecht waar Clementine wordt vastgehouden. De man die haar vasthoudt is de man van de auto waar Lee en zijn groepje spullen van stolen in Episode 2: Starved for Help. Het resultaat is dat deze man zijn familie heeft verloren na de diefstal. Lee komt erachter dat de man psychotisch is geworden en met Clementines hulp vermoorden ze de man. 
Lee ontdekt dat zombies levenden en doden uit elkaar halen door middel van geur. Ze smeren zich in met zombiebloed en kunnen ongemerkt over de straat tussen de zombies doorlopen. Clementine ziet haar gemuteerde ouders door de straten lopen en Lee zakt in elkaar door de beet. Clementine sleept Lee naar een afgesloten juwelierszaakje. Lee weet dat hij op het punt staat te muteren en beveelt Clementine om de stad te verlaten zonder hem op zoek naar de andere overlevenden die op haar wachten. Lee helpt Clementine voorbij een zombie en Lee zegt Clementine vaarwel. Lee heeft de keuze; Clementine moet Lee doodschieten of met rust laten en in een zombie laten veranderen of je geeft Clementine de keuze om een van de twee opties te kiezen.
Na de credits van episode 5 krijg je te zien dat Clementine de stad alleen heeft verlaten. Ze loopt verdrietig door het weiland. In de verte ziet ze twee schaduwen lopen. De schaduwen stoppen en kijken recht naar Clementine. Clementine trekt bibberend haar wapen terwijl de twee haar blijven aanstaren.

### Extra: 400 Days
The Walking Dead: 400 Days is een extra episode die uitgebracht werd in juli 2013 als downloadbare inhoud. Dit spel is enkel speelbaar indien men het hoofdspel heeft (namelijk Episode 1: A New Day). 400 Days is bedoeld om al een brug te maken tussen The Walking Dead en The Walking Dead 2. 400 Days bestaat uit vijf aparte verhalen waarin telkens een ander hoofdpersonage centraal staat. Deze verhaallijnen spelen zich af gedurende de eerste 400 dagen nadat de epidemie uitbrak. De speler kan elk verhaal spelen in de volgorde dat hij zelf wil. Net zoals in het hoofdspel is de verhaallijn afhankelijk van wat de speler doet.
De vijf nieuwe personages en hun bijhorend verhaal zijn:
- Vince had voordat de zombie-epidemie uitbrak een moord gepleegd om zijn broer te helpen. Tijdens het transport naar de gevangenis breekt de zombie-epidemie uit in de gevangenisbus. Vince moet een keuze maken wie hij gaat opofferen om te kunnen vluchten.
- Wyatt en zijn vriend Eddie scheuren met hun auto over de weg om hun achtervolger te ontvluchten, maar rijden tijdens de achtervolging een persoon aan. Wyatt en Eddie willen poolshoogte nemen wie ze hebben aangereden (mens of zombie). Tijdens de bevinding worden ze aangevallen door hun achtervolger. Wyatt zal de keuze moeten maken of hij met of zonder Eddie vlucht.
- Russell is een jongen die zijn grootmoeder wil opzoeken om te zien of ze wel veilig is. Onderweg wordt hij opgepikt door Nate. Ze stoppen aan een benzinestation om voorraden in te laden, maar worden onder schot gehouden door de mensen in de winkel. Uiteindelijk geraken ze in de winkel waar ze een ouder koppel vinden. Russel dient te beslissen of het oudere koppel wordt vermoord (om eenvoudig te winkel te kunnen leegplunderen) of dat ze het koppel laten leven, maar wel met geweld de winkel leegplunderen.
- Bonnie is een drugsverslaafde die in ontwenning is bij Leland en Dee. Leland flirt met Bonnie tot ongenoegen van Dee. Na start van de zombie-epidemie is het moeilijk om voorraden te vinden. Daarom steelt Bonnie waardevolle spullen uit een kamp. Op haar terugtocht wordt ze achtervolgd door een duistere figuur. Uit zelfverdediging vermoordt ze deze persoon, maar merkt dan dat dit Dee is. Leland vindt daarop Bonnie bij de vermoorde Dee. Naargelang de actie van de speler zal Leland al dan niet tezamen met Bonnie vluchten.
- Shel en haar jongere zus Becca behoren tot een groep die intrek neemt in een benzinestation. De groep dient over het lot van een indringer te beslissen. Indien deze indringer niet wordt gedood, zou hij mogelijk naar zijn bende kunnen gaan die daarop het benzinestation zou kunnen aanvallen.

Nadat de vijf verhalen zijn gespeeld, start er nog een epiloog. Tavia behoort tot een grote groep overlevenden. Zij gaat doelbewust op zoek naar overlevenden om hen naar haar kamp over te brengen. Zij vindt een kleine kampplaats waar de vijf bovenvermelde personen zich bevinden (tezamen met de andere personages indien de verhaallijn er voor heeft gezorgd dat ze samen met hun hoofdpersonage meegingen). Naargelang de keuzes van de speler, zal elk van deze personen beslissen om al dan niet mee te gaan met Tavia.

## Trivia
- Het spel is opgenomen in het boek 1001 Video Games You Must Play Before You Die van Tony Mott.